# Boston-Marathon 1962
| 66. Boston-Marathon    | 66. Boston-Marathon        |
| ---------------------- | -------------------------- |
| Stadt                  | Boston, Vereinigte Staaten |
| Datum                  | 19. April 1962             |
| Distanz                | 42,195 Kilometer           |
| Sieger                 |                            |
| Männer                 | Eino Oksanen (2:23:48 h)   |
| ← Boston-Marathon 1961 | Boston-Marathon 1963 →     |
| Website                | Offizielle Website         |

Der Boston-Marathon 1962 war die 66. Ausgabe der jährlich stattfindenden Laufveranstaltung in Boston, Vereinigte Staaten. Der Marathon fand am 19. April 1962 statt.
Es gewann Eino Oksanen in 2:23:48 h.

## Ergebnis
| Platz | Athlet            | Land               | Zeit (h) |
| ----- | ----------------- | ------------------ | -------- |
| 01    | Eino Oksanen      | Finnland           | 2:23:48  |
| 02    | Paavo Pystynen    | Finnland           | 2:24:58  |
| 03    | Alex Breckenridge | Vereinigte Staaten | 2:27:17  |
| 04    | John J. Kelley    | Vereinigte Staaten | 2:28:37  |
| 05    | Orville Atkins    | Kanada             | 2:31:49  |
| 06    | Erki Kaunitso     | Vereinigte Staaten | 2:32:26  |
| 07    | George Terry      | Vereinigte Staaten | 2:32:48  |
| 08    | Allen Hull Jr.    | Vereinigte Staaten | 2:33:01  |
| 09    | Richard Haines    | Vereinigte Staaten | 2:33:39  |
| 10    | Larry Damon       | Vereinigte Staaten | 2:34:05  |